# Lorica squamata

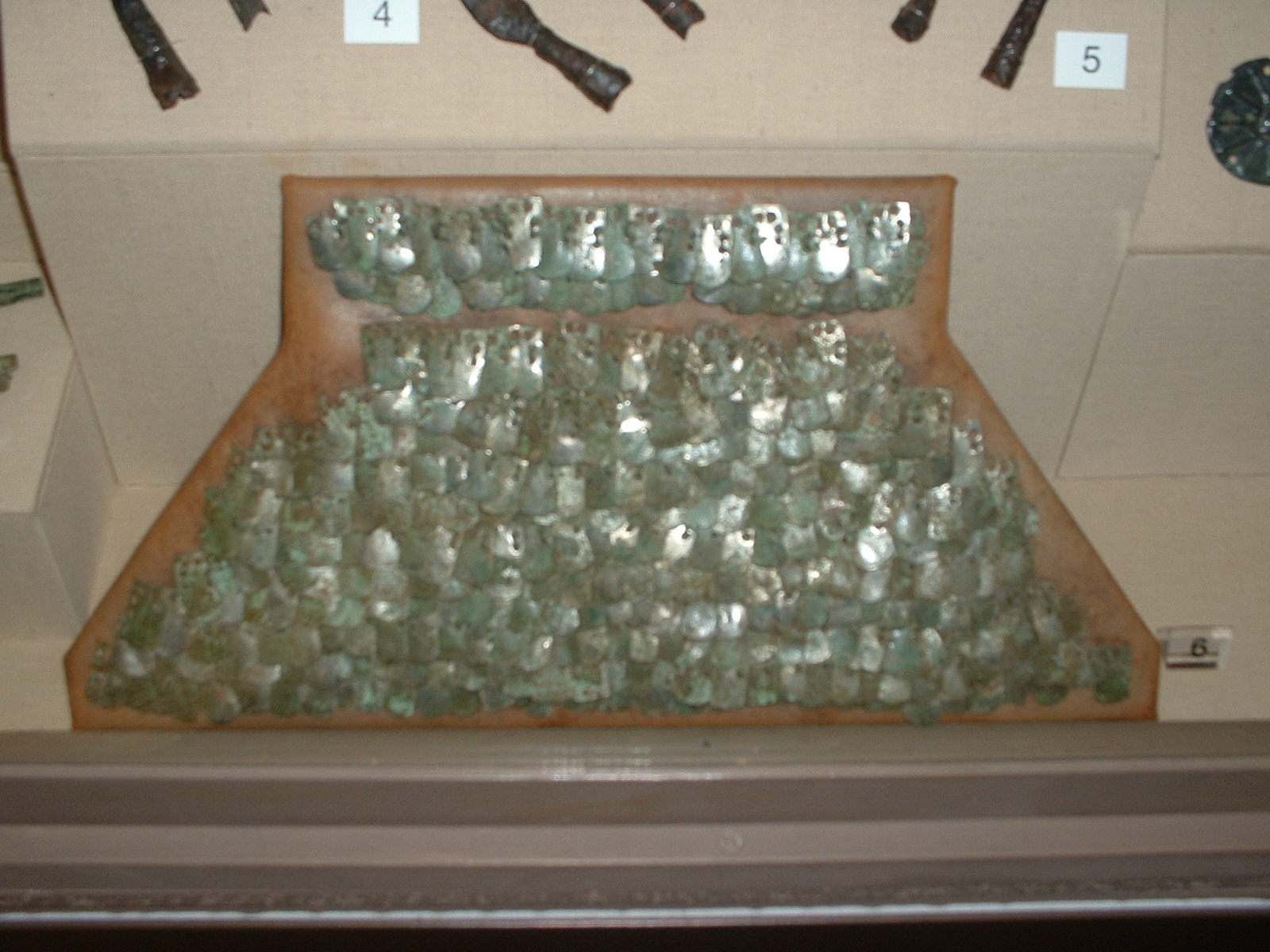
Frammento di armatura a scaglie romana.

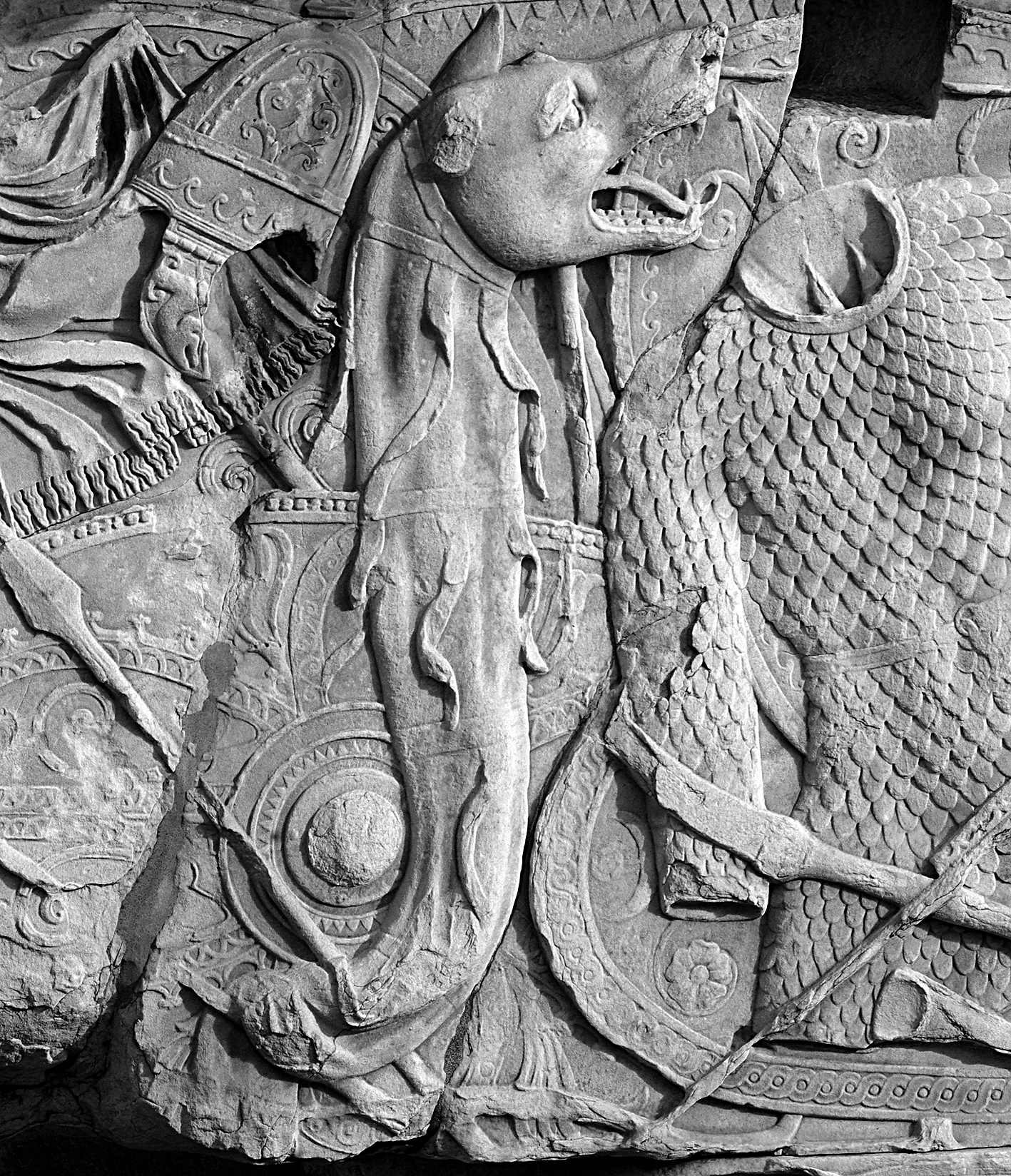
Lorica squamata in un rilievo del piedistallo della Colonna Traiana. Al centro un draco.

La lorica squamata era la variante in uso all'esercito romano dell'armatura a scaglie.
La corazza era così chiamata per le lamelle di metallo con le quali era realizzata. Il nome è derivato dal fatto che tali lamelle, poste l'una a fianco all'altra, ricordano vagamente le squame (squamae in latino) di un pesce.

## Storia
Sebbene presente occasionalmente nelle panoplie greche ed etrusche, la corazza a scaglie sembra evidenziare in modo netto una provenienza orientale. Sconosciuta al mondo celtico, venne probabilmente introdotta nell'esercito romano da ausiliari delle provincie orientali e diffusa attorno al I secolo.

## Composizione e funzioni
Gli scavi archeologici hanno restituito in ogni angolo dell'impero centinaia di scaglie di varie forme e dimensioni appartenute a questo tipo di corazza: ad esempio Von Groller nel 1912 ne ha classificate 36 solo tra quelle rinvenute a Carnuntum.
Le scaglie erano costituite di norma da piastrine metalliche romboidali con i bordi arrotondati, di ferro o di bronzo, lunghe dai due ai tre centimetri e dotati di una serie di piccoli fori per permetterne l'assemblaggio. Le scaglie a volte venivano stagnate, venivano affiancate e unite a coppie da un corto spezzone di filo di bronzo; l'intera fila così ottenuta veniva quindi cucita su un supporto di tessuto, sempre utilizzando i fori predisposti sulla superficie. Variando opportunamente la lunghezza delle file di scaglie era possibile costruire corazze di qualsiasi misura: il sistema risultava piuttosto semplice e consentiva una facile sostituzione dei pezzi danneggiati o mancanti.
Nella maggior parte dei casi le corazze a scaglie risultano indossate da figure di un certo livello, come centurioni o portainsegne (aquilifer, signifer, imaginifer), oppure da cavalieri, mentre sembra fossero meno diffuse, rispetto alla lorica hamata, tra gli uomini di truppa.